# Torchefelon
Torchefelon település Franciaországban, Isère megyében. Lakosainak száma 823 fő (2022. január 1.). Torchefelon Biol, Doissin, Montagnieu, Sainte-Blandine, Saint-Victor-de-Cessieu és Succieu községekkel határos.

## Népesség
A település népessége az elmúlt években az alábbi módon változott:
| Lakosok száma | 348  | 346  | 390  | 546  | 675  | 708  | 739  | 794  | 821  | 823  |
|               | 1968 | 1982 | 1990 | 2006 | 2013 | 2015 | 2017 | 2019 | 2020 | 2022 |